# Renato Piattoli
Renato Piattoli (Capannori, 28 luglio 1906 – Firenze, 1974) è stato un paleografo e diplomatista italiano.

## Biografia
Nato nel 1906 a Capannori, comune della provincia di Lucca, allievo dello storico e paleografo piemontese Luigi Schiaparelli, Renato Piattoli fu docente di paleografia e diplomatica all'Università di Firenze.
Tra i suoi numerosi lavori, molti riguardano lo studio di documenti medievali toscani e il mondo dantesco (Codice diplomatico dantesco, 1940).
Collaborò con la Enciclopedia Dantesca, edita nel 1970 dall'istituto della Enciclopedia Italiana.
Morì a Firenze, a sessantotto anni, nel 1974.

## Opere
- L'origine dei fondaci datiniani di Pisa e Genova in rapporto agli avvenimenti politici, Prato, G. Bechi, 1930.
- Lettere di Piero Benintendi, mercante del Trecento, Genova, Società ligure di storia patria, 1932.
- Le carte della canonica della cattedrale di Firenze (723-1149), Roma, Istituto storico italiano per il Medio Evo, 1938.
- Codice diplomatico dantesco, Firenze, Libreria L. Gonnelli & figli, 1940.
- Le carte del Monastero di S. Maria di Montepiano (1000-1200), Roma, Istituto storico italiano per il Medio Evo, 1942.
- Scritti di paleografia e diplomatica in onore di Vincenzo Federici, L. S. Olschki, 1945.
- Statuti dell'arte della lana di Prato : (secoli XIV - XVIII), con Ruggero Nuti, Firenze, Tip. Giuntina, 1947.
- Proposta di pubblicazione delle istruzioni per gli ambasciatori fiorentini del periodo umanistico, Firenze, Enrico Ariani e L'arte della stampa, 1951.
- Aggiunte al Codice diplomatico dantesco, Firenze, Olschki, 1969.
- A proposito di due pubblicazioni diplomatistiche, Firenze, Olschki, 1971.